# 2. pismo Korinčanom
Drugo pismo Korinčanom (okrajšano 2 Kor) je eno izmed dveh Pavlovih pisem, ki sta bili namenjeni skupnosti v Korintu in sta dobili svoje mesto tudi v Svetem pismu. Pismo naj bi nastalo v letu 57 po Kr. v Makedoniji. Pravimo mu tudi najbolj osebno Pavlovo pismo, predvsem zato, ker govori o njegovi ljubezni do Korinčanov, ki je neizmerna ravno zaradi slabih odnosov med Pavlom in naslovljenim ljudstvom. Pisec pisma je (za razliko od drugih Pavlovih pisem) zagotovo Pavel sam. Sicer pa se veliko poznavalcev Svetega Pisma strinja, da je to pismo kompilacija več (2 do 5) krajših pisem (Brown 2008, 537–538).

## Ozadje
Pavel je imel s skupnostjo v Korintu precejšnje preglavice. [[Prvo pismo Korinčanom]] je napisal v Efezu pozno leta 56 ali v začetku leta 57. Timotej, ki je isti čas potoval v Korint, je naletel na slabe razmere v korintskih krajih. Nekateri pravijo, da so bili Korinčani takrat obkroženi z več lažnimi apostoli. Zato se je Timotej kmalu po prihodu odpravil nazaj k Pavlu in mu poročal o celotni situaciji. To je primoralo Pavla, da se je kar najhitreje odpravil v Korint. Drugi izmed treh obiskov v Korintu se je končal tragično. Nekateri trdijo, da ga je najbrž nekdo osramotil pred celotno skupnostjo in mu spodkopal ugled. Zaradi travmatičnega obiska je Pavel sklenil, da potrebuje nekaj časa, da se ohladi, in je zato zapustil Korint. Ob prihodu v Efez naj bi v solzah napisal pismo, naslovljeno na Korinčane (to pismo se je izgubilo). Dostavil ga je Tit. Njega so v Korintu lepo sprejeli. Tit je kasneje med Korinčani začel tudi nabirko, da bi jo potem Pavel nesel v Jeruzalem. Po vrnitvi k Pavlu je Tit poročal o tem, da so se Korinčani pokesali in si prizadevajo pokazati, da so nedolžni (Brown 2008, 538).
Pavel je od Tita prevzel vesele novice in zgodaj jeseni leta 57 že napisal novo pismo (t. j. današnje drugo pismo Korinčanom). Posrednik tega pisma je bil zopet Tit. Za njim se je v Korint podal tudi Pavel sam. Tam je preživel zimo med letoma 57 in 58, potem pa je vzel nabirko in jo odnesel preko Makedonije, Filipov in Troade. Po tem obisku v Korintu v resnici ne vemo, ali se je še kdaj vrnil, so pa zagotovo namigovanja, da naj bi jih še enkrat obiskal. Pod te spekulacije se navadno navaja 2 Tim 4,20 ("Erást je ostal v Korintu, Trofima pa sem bolnega pustil v Miletu."), pa tudi trditev, da naj bi se ladja, ki je peljala Pavla v rimsko ujetništvo, ustavila tudi v Korintu (Brown 2008, 538–539).

## Vsebina

### Zgradba
- Uvodni obrazec: 1,1–2
- Zahvala: 1,3–11
- Glavno besedilo: 1,12 – 13,10
- Sklepni obrazec: 13,11–13

### Povzetek
Uvodni obrazec (1,1–2) in zahvala (1,3–11)
Tukaj je predvsem zanimivo, da Pavel spremeni prejemnika (Božji Cerkvi, ki je v Korintu, in kristjanom (svetim), kjer si bodi) in dodatno izpostavi kristjane po vsej Ahaji. Najverjetneje je to storil zato, da bi s tem ljudi pripravil na nabirko, ki bi se pobirala po celotni Ahaji (Brown 2008, 540).
V zahvali Pavel govori »o preizkušnjah, ki jih je prestal v Efezu – izkustvo, ki je poudarilo njegovo lastno slabost in Kristusovo tolažbo, služilo pa je tudi kot ozadje za njegove prejšnje stike s Korintom« (Brown 2009, 540).

### Prvi del glavnega besedila (1,12–7,16)
V prvem delu (1,12–7,16) se Pavel loti razpravljanja o stikih s Korinčani, »pripoveduje o njih in se teološko ozira nanje« (Brown , 540). V odlomku 1,12 – 2,13 opisuje spremembo svojih načrtov, ko jim je zaradi mučnega obiska v Korintu pisal pismo iz Efeza. Govori tudi o tistem »tretjem pismu Korinčanom«, ki se je izgubilo in, da so Korinčani rešili težavo z nekim neposlušnim posameznikom, ki je Pavlu povzročal toliko preglavic. Seveda je sedaj Pavel temu ljudstvu priporočal usmiljenje in spravo s tem upornikom. »Pavel pove Korinčanom, da mu je bilo do tega, da ozdravi svoje stike z njimi, da je (potem ko je zapustil Efez) prekinil svojo službo oznanjevanja po Troadi, da bi odšel v Makedonijo in od Tita slišal, kaj je dosegel s pismom solza (2,12–13)« (Brown 2008, 540).
V naslednjem razdelku (2,14–7,16) je veliko močnih besed, ki jih Pavel uporabi, da opiše svojo krizo – primer takih besed najdemo v odlomku 5,16–21, kjer opisuje, »kaj vse je Bog storil v Kristusu«. Na trenutke se zdi, kot da Pavlova misel zaide s poti, vendar se to dogaja med drugim tudi zaradi vseh apostolov, ki so se spravljali nanj (Brown 2008, 540).
V tretjem poglavju najprej upraviči pošiljanje pisma brez priporočila (ki ga sicer ostali morajo imeti), tako da reče, da so Korinčani sami njegovo pismo – torej tisti, ki so sprejeli krščanstvo in so sledili Pavlovemu učenju. V 3,4–11 Pavel govori o prednosti službe Duha pred službo črke – službo, ki je vrezana v kamen in prinaša smrt: »Črka namreč ubija, Duh pa oživlja« (2 Kor 3,6b). Za primer poda [[Mojzes]]a in plošče desetih zapovedi, ki so odražale (začasno) veličino Božjega. To se nanaša tudi na Pavlov izraz »zagrinjalo« minljivosti, ki kljub svoji časnosti še vseeno služi za prikaz Božje veličine (Brown 2008, 540–541).
V 4,16 – 5,10 Pavel navaja niz nasprotij (zunanji – notranji, kar se vidi – kar se ne vidi, gol – oblečen), s čimer razlaga svoj velik pogum. Vidi se tudi, kako se kljub trudu za lastno ne–priporočanje Korinčanom Pavel trudi, da bi Korinčani začeli ceniti njegovo službo zanje, ki jo skušajo nekateri očrniti (Brown 2008, 541).
V 6,14 – 7,1 se Pavel obrne k dvojnim nasprotjem, pri čemer svari ljudstvo, naj se »ne povezujejo z neverniki«. (2 Kor 6,14) Vse to je le priprava na skupek poglavij 10–13, kjer bo podal spodbudo k poboljšanju. V 7,2 se Pavel vrne k vrsticam 2,13, kjer zopet razlaga svoje zadržanje do njih in poroča o svoji navdušenosti, »ko mu je Tit v Makedonijo prinesel dobre novice, da je njegovo pismo "v mnogih solzah" doseglo dober uspeh«. Na koncu poglavja celo doda, da je »vesel, da se lahko zanese nanje« (2 Kor 7,16) (Brown 2008, 541–542).

### Drugi del glavnega besedila (8,1 – 9,15)
V tem razdelku se kaže hvaljenje Makedoncev, ki se v Makedoniji prevesi v hvaljenje Korinčanov (oz. Ahajcev). To se dogaja predvsem glede na nabirko in radodarnost enega in drugega ljudstva. Vse to dodatno podkrepi z raznimi močnimi besedami kot zgled Jezusa Kristusa, »ki je bil bogat, pa je zaradi vas postal ubog, da bi vi obogateli po njegovem uboštvu« (2 Kor 8,9) (Brown 2008, 542).
V devetem poglavju se zdi, da se Pavel bolj sklicuje na Ahajo, kot pa na Korint. Nekateri strokovnjaki oba pojma ločujejo, spet drugi pa ju kar enačijo. V tem poglavju lahko zasledimo tudi znan Pavlov rek, da »Bog ljubi veselega darovalca« (2 Kor 9,7) (Brown 2008, 542).

### Tretji del glavnega besedila (10,1 – 13,10)
Tretji del glavnega besedila je namenjen tistim, ki so oporekali Pavlovi avtoriteti. V primerjavi z drugim, karakterno bolj vedrim in veselim delom glavnega besedila je ta del veliko bolj črnogled, saj celo grozi, da bo njegov tretji prihod v Korint ravno tako strog, kot je bil v preteklih pismih, naslovljenih na to ljudstvo. V vrsticah 10,8 in 13,10 želi Pavel poudariti, da je njegova oblast, poverjena od Gospoda, namenjena izgrajevanju, ne pa rušenju (Brown 2008, 548–549).
V 11,5 in 12,11 Pavel govori o »nadapostolih«, t. j. namišljenih in lažnih apostolih, katerim zagrozi s kaznijo. Ti apostoli so iz Pavla izvlekli »najdaljši in najbolj strasten opis njegove lastne apostolske službe«. Seveda pa v celotni preplavljenosti čustev vzklikne močne besede: »Močan sem tedaj, ko sem slaboten« (2 Kor 12,10) (Brown 2008, 542–543).

### Sklepni obrazec (13,11–13)
Sklepno besedilo vsebuje Pavlovo spodbudo: »Izpolnjujte se, spodbujajte se, bodite istih misli, živite v miru.« (2 Kor 13,11) Poleg tega pa se konča z blagoslovom, ki je še danes v liturgični rabi takoj po začetku maše: »Milost Gospoda Jezusa Kristusa, ljubezen Boga Očeta in občestvo Svetega Duha z vami vsemi!« (2 Kor 13,13) (Brown 2008, 543)

## Eno pismo ali kompilacija?
Glede oporekanja enovitosti Drugega pisma Korinčanom se pojavlja naslednji fenomen: znanstveniki, ki zagovarjajo enovitost tega pisma, priznavajo obstoj dodatnih dveh (izgubljenih) pisem, naslovljenih na Korinčane, ki sta bili napisani pred časom nastanka opisovanega pisma (t. j. 2 Kor); medtem pa ideja, ki ne zagovarja te enovitosti, pa v bistvu niti ne potrebuje nujno še ostalih dveh pisem. Da gre za enovito pismo, mnogi ugovarjajo z dejstvom, da pismo vsebuje en uvodni nagovor in en sklepni obrazec. Če pa bi bilo to pismo kompilacija, je notri združenih več pisem, od katerih je zagotovo večina okrnjenih. Argument, da gre za kompilacijo pisem, je tudi nenavadnost prehoda med 2 Kor 1–9 in 2 Kor 10–13. Kot smo že opisali, je prvi del bolj vedre narave, drugi pa je bolj temačen (Brown 2008, 543–544)
Kar se tiče nekaterih nezdružljivosti odlomkov v pismu, je treba omeniti tudi navidezno nezdružljivost med odlomkoma 2 Kor 6,14–7,1 in 2 Kor 10–13. V prvem Pavel nakaže poravnanost vseh razprtij med njim in Korinčani, v drugem pa grozi s kaznijo nekaterim izmed Korinčanov. Pri tem problemu se pojavljajo tri razlage: 
Prva razlaga pravi, da je odlomek 2 Kor 10–13 prišel iz nekoč samostojnega pisma – tretjega (izgubljenega) pisma, oz. pisma »v mnogih solzah«. Kljub temu se pojavljajo proti tej tezi močnejši ugovori, zaradi katerih se večina strokovnjakov ne strinja s to razlago. 
Druga razlaga govori o enovitosti pisma, pri čemer je najprej nastal del 2 Kor 1–9, potem pa je zaradi neke vznemirljive vesti, ki je prišla do Pavla, dodal še sedanji izsek 10–13. Žal pa nimamo nikjer v pismu potrdila, da je ta vest dejansko prišla do Pavlovih ušes, kar pa postavlja to razlago na trhle temelje. Poleg tega pa je tudi nejasna ločnica med obema deloma pisma, kar še dodatno zavrača razlago. 
Tretja razlaga predpostavlja Pavlovo premišljenost pri pisanju, ki je sledila po celotni ohladitvi in Titovem prihodu. Tit je najverjetneje Pavlu prinesel vest o tem, da so Korinčani že opozorili nekega »nadapostola«, zato je v tem duhu Pavel tudi napisal odlomek 2 Kor 6,14 – 7,1. Kljub temu pa je potem verjetno hotel še dodatno opozoriti Korinčane, da naj bodo oprezni nad tistimi, ki se imajo za apostole in črnijo Pavlovo ime (Brown 2008, 545–546).

## Tematika

### Podobe v 2 Kor 4,16–5,10
V tem razdelku Pavel govori o eshatološki stvarnosti s prispodobami. Govori o zunanjem (gr. anthrōpos) in notranjem človeku. Zunanji človek je tisti, ki je rojen od staršev in je umrljiv, notranji pa je človek, ki je prejel življenje od vstalega Kristusa – vedno znova obnavljajoče se življenje (Brown 2008, 547).
V petem poglavju zasledimo še več eshatologije, tistega, kar lahko pričakujemo na drugem svetu. Pavel uporablja besedo »šotor« (gr. skēnos), da bi prikazal življenje na tem svetu. Nasproti šotora pa postavlja (večno) Božjo zgradbo (Brown 2008, 547).
Celotno premišljevanje o odlomku privede do mnogih tehtnih vprašanj, ki se dotikajo točnejše slike Pavlovega opisovanja: Ali gre za bolj ekleziološko, apokaliptično, posameznikovo, … prispodobo? Je bila Pavlu resnično razodeta resnica o onostranstvu ali pa je želel le izraziti zaupanje v Kristusovo zmago? ipd. (Brown 2008, 547–548)
Kljub vsem tem porajajočim se vprašanjem pa zagotovo želi Pavel dati vedeti, da v vsakem človeku obstaja hrepenenje biti blizu Kristusu v nebeškem kraljestvu.

### Pavlova denarna nabirka za Jeruzalem (2 Kor 8–9)
O tej nabirki je pisano tudi v Apd 11,29–30, kjer piše, da sta Pavel in Barnaba predala jeruzalemskim starešinam prispevke iz Antiohije v pomoč bratom, ki prebivajo v Judeji. Pavel je soglašal z jeruzalemskimi avtoritetami, ki so spodbujale nabirko za uboge, ne vemo pa, ali je to nabirko spodbujal že od samega začetka ali ne. V tem pismu pa vidimo, da je postalo nabiranje denarja za jeruzalemsko Cerkev Pavlu ena glavnih misijonskih aktivnosti. Najverjetneje je bil eden izmed Pavlovih motivov tudi vzpostavljanje vzajemne koinonije in povezanosti enih in drugih Cerkva. Judje so oskrbovali nejude z duhovnimi dobrinami, zato bi bilo smiselno za nejude, da bi vrnili nekaj v zameno – to pa bi bil lahko samo denar (Brown 2008, 548–549).

### Nasprotniki in lažni apostoli v 2 Kor 10–13
V nekaterih virih lahko zasledimo, da so bili ti nasprotniki gnostiki, hkrati pa so dajali tudi judovski pridih. Gre za ljudi, ki so zaupali sami vase in verjeli, da so le oni pravi poznavalci resnice. Nasprotnikom se pripisuje tudi helenistične korenine (Brown 2008, 549).
Pojavlja se tudi vprašanje, kdo sploh so nadapostoli. Iztrgano iz konteksta lahko predvidevamo, da so to jeruzalemske avtoritete. V kontekstu pa se razume, da so to tisti, ki "oznanjajo drugega Jezusa" (2 Kor 11,5) (Brown 2008, 549).

## Sklica
1. ↑  Mirus, Jeff. »St. Paul tries everything in Second Corinthians«. www.catholicculture.org. Pridobljeno 31. avgusta 2022.
2. ↑  »Uvod v Drugo pismo Korinčanom«. BIBLIJA.net. Pridobljeno 31. avgusta 2022.

## Vir
- Brown, E. 2008. Uvod v Novo zavezo. Celje: Mohorjeva družba.